# Iijärvi (sjö i Norra Österbotten, lat 65,50, long 29,52)
Iijärvi är en sjö i Finland. Den ligger i kommunerna Kuusamo och Suomussalmi i landskapen Norra Österbotten och Kajanaland, i den nordöstra delen av landet, 600 km norr om huvudstaden Helsingfors. Iijärvi ligger 218,1 meter över havet. Den ligger vid sjön Riitalampi. Den är 51 meter djup. Arean är 7,79 kvadratkilometer och strandlinjen är 34,09 kilometer lång. Sjön  ingår i Uleälvens huvudavrinningsområde. 
I övrigt finns följande i Iijärvi:
- Sarviperänsaari (en ö)

I övrigt finns följande vid Iijärvi:
- Haapolampi (en sjö)
- Hypäs (en sjö)
- Sakkolahti (en sjö)
- Sakkolampi (en sjö)
- Sarvijärvi (en sjö)